# Garcia Sarmento
 Garcia Sarmento  (Portugal - ?) foi um nobre português foi senhor de Vigo, de Salvaterra do Minho e de Sabroso

## Relações familiares
Era filho de Diogo Sarmento Sotomaior, que foi senhor de Salvaterra e de D. Leonor de Meira.
Casou com D. Francisca de Soutomaior de quem teve, entre outros filhos, a filha:
1. Maria Sarmento, casada com Gonçalo Pereira de Lacerda, “O Roxo”.